# Уваровиця
Ува́ровиця (рос. Уваровица) — присілок у складі Міжріченського району Вологодської області, Росія. Входить до складу Туровецького сільського поселення.

## Населення
Населення — 5 осіб (2010; 9 у 2002).
Національний склад (станом на 2002 рік):
- росіяни — 89 %